# Crew Dragon C204
La cápsula Crew Dragon C204 fue parte del vehículo de vuelo Crew Dragon SN 2-1 (a veces llamado incorrectamente C201) fabricado y operado por SpaceX y utilizado por el Programa de Tripulación Comercial de la NASA. Utilizado en la misión Demo-1 sin tripulación, se lanzó sobre un cohete Falcon 9 el 2 de marzo de 2019 y llegó a la Estación Espacial Internacional el 3 de marzo de 2019. Fue el primer vuelo de prueba orbital de la nave espacial Dragon 2. La nave espacial fue destruida inesperadamente el 20 de abril de 2019 durante una prueba separada al encender los motores SuperDraco en la Zona de Aterrizaje 1.

## Historia
SpaceX fue contratado por la NASA para volar la misión Demo-1 como parte del Programa de Tripulación Comercial. Los planes iniciales esperaban ver vuelos ya en 2015. La demo-1 finalmente se programó no antes de diciembre de 2016, y luego se retrasó varias veces a lo largo de 2017. La primera fecha exacta fue publicada por la NASA en noviembre de 2018 para ser el 17 de enero de 2019. pero esto se retrasó hasta febrero de 2019. El incendio estático tuvo lugar el 24 de enero de 2019 y la fecha de lanzamiento se fijó para el 23 de febrero de 2019. A finales de enero de 2019, el lanzamiento se retrasó no antes del 2 de marzo de 2019 según una FCC presentación por SpaceX para telemetría, seguimiento y comando de cápsulas de Dragon 2.

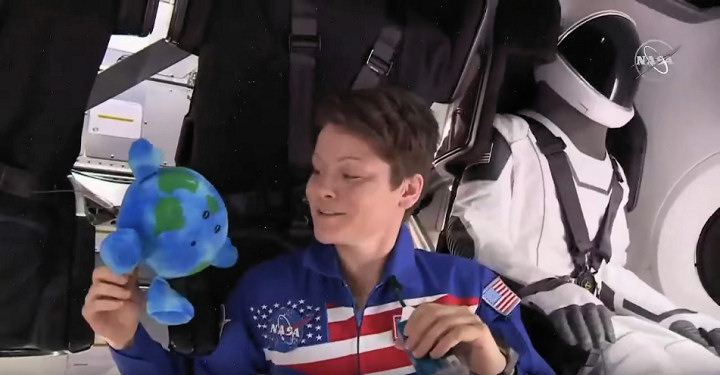
Anne McClain, miembro de la tripulación de la Expedición 58, posa con "Little Earth" dentro del C204; la cápsula estuvo acoplada a la ISS durante cinco días.

Crew Dragon C204 se lanzó con éxito sin tripulación sobre un cohete Falcon 9 el 2 de marzo de 2019 desde el histórico LC 39A desde el Centro Espacial Kennedy en Cabo Cañaveral, Florida. El vuelo tenía como objetivo certificar a Crew Dragon para transportar humanos, demostrando el funcionamiento en órbita de aviónica, comunicaciones, telemetría, soporte vital, sistemas eléctricos y de propulsión, así como los sistemas de guía, navegación y control (GNC). Se acopló a la Estación Espacial Internacional al día siguiente, el 3 de marzo de 2019. Pasó un total de cinco días atracado en la ISS antes de desacoplarse de la ISS el 8 de marzo de 2019. La nave realizó la entrada a la atmósfera de la Tierra y se precipitó en el Océano Atlántico a unas 200 millas (320 km) de la costa este de Florida. La cápsula se recuperó utilizando la nave de recuperación de SpaceX, GO Searcher, y se devolvió a la costa, donde se examinó y se analizaron los datos recopilados por los sensores a bordo. En lugar de llevar astronautas a la ISS, la nave espacial llevó a "Ripley", un maniquí que vestía el traje de vuelo personalizado de SpaceX. Ripley lleva el nombre del personaje de Sigourney Weaver en la franquicia de películas de Alien. La cápsula se pesó de manera similar a las misiones con astronautas a bordo y transportaba aproximadamente 400 libras (180 kg) de suministros y equipo, incluido "Little Earth", un juguete de felpa que sirve como indicador de gravedad cero.
El 20 de abril de 2019, Crew Dragon C204 fue destruido en una explosión durante las pruebas de fuego estático en las instalaciones de Landing Zone 1. El día de la explosión, la prueba inicial de los propulsores Draco del Crew Dragon fue exitosa, y el accidente ocurrió durante la prueba del sistema de aborto SuperDraco. La telemetría, las imágenes de la cámara de alta velocidad y el análisis de los escombros recuperados indican que el problema ocurrió cuando una pequeña cantidad de tetróxido de dinitrógeno se filtró en una línea de helio utilizada para presurizar los tanques de propulsor. La fuga aparentemente ocurrió durante el procesamiento previo a la prueba. Como resultado, la presurización del sistema 100 ms antes de disparar dañó una válvula de retención y provocó la explosión. Dado que la cápsula destruida estaba programada para su uso en la próxima prueba de aborto en vuelo, la explosión y la investigación retrasaron esa prueba y la posterior prueba orbital tripulada.

## Vuelos
| Misión  | Insignia | Fecha de lanzamiento (UTC)   | Tripulación | Duración | Observaciones | Salir |
| ------- | -------- | ---------------------------- | ----------- | -------- | --- | ----- |
| SpX-DM1 |          | 2 de marzo de 2019, 07:49:03 |             | 4 días   | Primera prueba de vuelo sin tripulación de la cápsula Dragon 2: pasó cinco días atracado en la ISS antes de desacoplar y aterrizar el 8 de marzo de 2019. | Éxito |